# Claes Ljungmark
Claes Ivar Ljungmark, född den 14 mars 1954 i Härlanda församling, Göteborg, är en svensk skådespelare.

## Biografi
Claes Ljungmark föddes i Göteborg. Han gick på Karl Johansskolan och Majornas gymnasium i stadsdelen Majorna. Fick kontakt med  teatern redan under skoltiden  då han i 8:e klass spelade med i Fernando Arrabals Picknick på slagfältet. Han hade planer på att studera medicin, men det var skådespelarbanan som blev hans kall. Efter gymnasiestudier och värnplikt som ubåtsman sökte han sig till teatern som scenarbetare på Stora Teatern i Göteborg. Han arbetade 1975–1976 som skådespelare på den fria teatergruppen Panikteatern i Uppsala.
Studerade mellan 1976 och 1980 på Statens Scenskola i Göteborg nuvarande Högskolan för scen och musik.   
Han fick efter scenskolan anställning på Stockholms stadsteater och tillhörde teaterns fasta ensemble fram till 2006. 
Som frilansande skådespelare har Ljungmark arbetat på Kungliga Dramatiska Teatern, Uppsala Stadsteater, Teater Giljotin samt Teater Galeasen.
År 2010 tilldelades han en Guldbagge för bästa manliga huvudroll, för sin roll i filmen Det enda rationella.
Claes Ljungmark har även arbetat med radioteater och har en igenkännbar röst efter många år som dubbare.

## Teater

### Roller (ej komplett)
| År   | Roll                      | Produktion                                                                       | Regi             | Teater                 |
| ---- | ------------------------- | -------------------------------------------------------------------------------- | ---------------- | ---------------------- |
| 1980 | Frikåristen Kypare        | Hoppla, vi lever! Ernst Toller                                                   | Fred Hjelm       | Stockholms stadsteater |
| 1982 | Tom Palmer nr: 56         | Maratondansen Horace McCoy                                                       | Fred Hjelm       | Stockholms stadsteater |
| 1984 | Josef Tranio              | Så tuktas en argbigga William Shakespeare                                        | Marianne Rolf    | Stockholms stadsteater |
| 1984 |                           | Som ni vill ha det William Shakespeare                                           | John Caird       | Stockholms Stadsteater |
| 1985 | Ferdinandeo               | Sommarnöjet Carlo Goldoni                                                        | Göran O Eriksson | Stockholms stadsteater |
| 1987 | Eilif                     | Kurage och hennes barn Bertolt Brecht                                            | Ragnar Lyth      | Stockholms stadsteater |
| 1988 |                           | Häxjakten Arthur Miller                                                          | Jens Mogaard     | Stockholms Stadsteater |
| 1989 | Mike                      | Den stora lögnen Sam Shepard                                                     | Jan Håkanson     | Stockholms stadsteater |
| 1990 | Gabriel                   | Isbjörnarna Jonas Gardell                                                        | Annika Silkeberg | Stockholms stadsteater |
| 1991 | Peter                     | Järnbörd Magnus Dahlström                                                        | Måns Edwall      | Stockholms stadsteater |
| 1995 |                           | Slangbågen Nikolaj Koljada                                                       | Carl Kjellgren   | Stockholms Stadsteater |
| 1996 |                           | Arne Anka: En afton på Zekes Charlie Christensen                                 | Anders Öhrn      | Stockholms Stadsteater |
| 1998 |                           | Don Juan Bertolt Brecht                                                          | Linus Tunström   | Teater Galeasen        |
| 2000 |                           | Kung John William Shakespeare                                                    | Stefan Böhm      | Upsala Stadsteater     |
| 2001 |                           | Dead End Lyle Kessler                                                            | Johan Wahlström  | Teater Tribunalen      |
| 2002 | Eddie                     | Utsikt från en bro Arthur Miller                                                 | Carl Kjellgren   | Stockholms stadsteater |
| 2004 | Farbror Nyström Läkaren   | Din stund på jorden Vilhelm Moberg                                               | Leif Stinnerbom  | Stockholms stadsteater |
| 2005 | Pastor Kimball            | Tolvskillingsoperan Bertolt Brecht och Kurt Weill                                | Lars Rudolfsson  | Stockholms stadsteater |
| 2006 |                           | Broder Hund Lucas Svensson                                                       | Natalie Ringler  | Teater Galeasen        |
| 2006 |                           | Modet att döda Lars Norén                                                        | Kia Berglund     | Teater Giljotin        |
| 2007 |                           | Helgonlegender Majgull Axelsson                                                  | Christian Tomner | Dramaten               |
| 2009 | Lars Runke                | Svensson, Svensson på semester Tomas Tivemark, Michael Hjorth och Johan Kindblom | Leif Lindblom    | Krusenstiernska gården |
| 2010 |                           | Lagarna Christina Ouzounidis                                                     | Olof Hanson      | Teater Galeasen        |
| 2010 |                           | Hundarnas kamp Bernard-Marie Koltès                                              | Sunil Munshi     | Teater Giljotin        |
| 2011 | Josef                     | Tjuvar Dea Loher                                                                 | Jenny Andreasson | Dramaten               |
| 2012 | Curt Malmborg             | Den flygande handläggaren Gertrud Larsson                                        | Olle Törnqvist   | Uppsala stadsteater    |
| 2012 | Jevgenij Sergejevitj Dorn | Fucking måsen Anton Tjechov                                                      | Sunil Munshi     | Uppsala stadsteater    |
| 2012 |                           | Fanny och Alexander Ingmar Bergman                                               | Linus Tunström   | Uppsala stadsteater    |
| 2013 | Vålnaden                  | Hamlet William Shakespeare                                                       | Linus Tunström   | Uppsala stadsteater    |
| 2013 | George                    | Vem är rädd för Virginia Woolf? Edward Albee                                     | Sunil Munshi     | Uppsala Stadsteater    |
| 2016 |                           | Kung Lear William Shakespeare                                                    | Linus Tunström   | Uppsala stadsteater    |
| 2018 | Anne Vercors              | Budskapet till Maria Paul Claudel                                                | Wilhelm Carlsson | Dramaten               |

## TV och film samt dubbning (urval)
- 1981 – Sopor
- 1981 – Tuppen
- 1986 – Vägg i vägg (TV-serie)
- 1986 – Som ni vill ha det
- 1987 – I dag röd (TV-serie)
- 1988 – Livsfarlig film
- 1991 – Din vredes dag (TV-serie)
- 1989 – Klassliv (TV-serie)
- 1990 – S*M*A*S*H (TV-serie)
- 1991 – Rosenbaum, avsnitt Det sista vittnet (TV-serie)
- 1991 – Joker
- 1992 – Hassel – Botgörarna
- 1993 – Den gråtande ministern (TV-serie)
- 1994 – Rederiet (TV-serie)
- 1994 – Den vite riddaren
- 1994 – 13-årsdagen
- 1994 – Fallet Paragon (TV-serie)
- 1994 – I natt går jorden under
- 1995 – Vendetta
- 1995 – Gränsen
- 1995 – Sjukan, avsnitt 7 av 12 (TV-serie)
- 1996 – Arne Anka - En afton på Zekes
- 1996 – Drömprinsen – Filmen om Em
- 1996 – Ont blod
- 1996 – De Største helte
- 1997 – Under ytan
- 1997 – Chock 1 - Dödsängeln
- 1997 – Min vän shejken i Stureby (TV-serie)
- 1998 – Kvinnan i det låsta rummet (TV-serie)
- 1998 – Stormen
- 1998 – Riksorganet - röst (TV-serie)
- 1999 – En dag i taget (TV-serie)
- 2000 – Det grovmaskiga nätet
- 2000 – Jesus lever
- 2000 – Före stormen
- 2000 – Digimon Adventures - röster
- 2001 – Återkomsten (TV-serie)
- 2001 – Kvinna med födelsemärke
- 2001 – Legenden om Tarzan - röst som Renard Dumont, Ozula med flera
- 2001 – Fairly Odd Parents - röst som Denzel Crocker med flera
- 2002 – Laura Trenter presenterar- Hjälp! Rånare!
- 2002 – Viktor och hans bröder
- 2003 – Skala 1:1
- 2003 – Landet för längesedan 10 - Den stora utvandringen
- 2004 – Winx Club - röst
- 2003 – Skenbart - en film om tåg
- 2004 – Hip Hip Hora!
- 2004 – Shrek 2 - röst som kung Harold
- 2004 – Kogänget - röst som Wessman
- 2005 – Kommissionen
- 2005 – Tusenbröder
- 2005 – Madagaskar - röst som Kowalski
- 2005 – Kalle och chokladfabriken - röst som herr Salt
- 2005 – God morgon alla barn
- 2005 – Kim Possible - röst som Duff Killigan, Monkey Fist, professor Dementor med flera
- 2005 – Avatar: Legenden om Aang - röst som farbror Iroh
- 2005 – Supersnällasilversara och Stålhenrik
- 2006 – Harry Potter och den flammande bägaren - röst som Bartemius Crouch Sr
- 2006 – Lilla Jönssonligan & stjärnkuppen
- 2006 – Bilar - röst som Chick Hicks
- 2006 – Höök (Hemligheter)
- 2006 – Gustaf 2 - röst som lord Manfred Dargis
- 2006 – Bondgården - röst som Ben
- 2006 – Nicke Nyfiken - röst som Edu
- 2007 – Dorotea i dödsriket - röst
- 2007 – Shrek den tredje - röst som kung Harold
- 2007 – Andra Avenyn - Hästen (TV-serie)
- 2007-2011 – Huset Anubis - röster
- 2008 – Thomas och vännerna - berättarröst
- 2008 – Hotell Kantarell (TV)
- 2008 – Kung Fu Panda - röst som mästare Shifu
- 2008 – Danne Fantom (TV-serie) - röst som Vlad Masters / Vlad Plasmius
- 2008 – Madagaskar 2 - röst som Kowalski
- 2008 – Sthlm (TV-serie)
- 2008-2015 – Pingvinerna från Madagaskar - röst som Kowalski
- 2009 – Det regnar köttbullar - röst som Tim Lockwood
- 2009 – Det enda rationella
- 2009 – Nicke Nyfiken 2: Apa på rymmen! - röst som Piccadilly, speaker och övriga röster
- 2009 – Prinsessan och grodan - röst som Lawrence
- 2010 – Shrek - Nu och för alltid - röst som kung Harold
- 2010 - Ben och Hollys lilla kungarike - röst som Herr Alf
- 2011 – Bibliotekstjuven (TV-serie)
- 2011 – Rango - röst som  Balthazar
- 2011 – Utan snö
- 2011 – Rio - röst som Nigel
- 2011 – Kung Fu Panda 2 - röst som mästare Shifu
- 2011 – Mästerkatten - röst som Jack
- 2011 – På spåret
- 2011 – Arne Dahl: Misterioso
- 2012 – Arne Dahl: Ont blod
- 2012 – Arne Dahl: Upp till toppen av berget
- 2012 – Arne Dahl: De största vatten
- 2012 – Arne Dahl: Europa Blues
- 2012 – Call Girl
- 2012 – Madagaskar 3 - röst som Kowalski
- 2013 – Dumma mej 2 - röst som Eduardo Perez / El Macho
- 2013 – Pac-Man och spökäventyren - röst som Butler, Buttocks
- 2013 – Det regnar köttbullar 2 - röst som Tim Lockwood
- 2013 – Den som söker
- 2013 – Farliga drömmar
- 2014 – En levande själ
- 2014 – Rio 2 - röst som Nigel
- 2014 – Micke & Veronica
- 2014 – The Boxtrolls - röst som Benjamin Snattson
- 2014 – Pingvinerna från Madagaskar - röst som Kowalski
- 2015 – Nicke Nyfiken 3 - Tillbaka till djungeln - röst som Houston
- 2015 – Welcome to Sweden (TV-serie gästroll)
- 2015 – Den lille prinsen - röst som Affärsmannen
- 2016 – Follow the Money (TV-serie) Dansk TV-serie
- 2016 – Kung Fu Panda 3 - röst som mästare Shifu
- 2016 – Beck – Vägs ände
- 2016 – Trolljakten (TV-serie) - röst som Blinke
- 2017 – Saltön (TV-serie)
- 2017 – Farang (TV-serie)
- 2017 – Borg
- 2017 – Bilar 3 - röst som Chick Hicks
- 2017 – Dumma mej 3 - röst som Fritz
- 2018 – Spider-Man: Into the Spider-Verse - röst som Stan Lee
- 2019 – Fartblinda (TV-serie)
- 2020 – Ricky Zoom (TV-serie) - röst som Max och Don Hopla
- 2020 – White wall (TV-serie)
- 2020 – Top Dog (TV-serie)
- 2023 – Asterix & Obelix: I drakens rike (röst)
- 2023 – Super Mario Bros. Filmen (röst)